# Passerelle Léopold-Sédar-Senghor
La Passerelle Léopold-Sédar-Senghor è un ponte di Parigi per l'attraversamento pedonale della Senna. Si trova vicino alla fermata Assemblée Nationale della metropolitana di Parigi.